# Gare de Saint-Fargeau
Gare de Saint-Fargeau vasútállomás és RER állomás Franciaországban, Saint-Fargeau-Ponthierry településen.

## Vasútvonalak
Az állomást az alábbi vasútvonalak érintik:
- Corbeil-Essonnes-Montereau-vasútvonal

## Kapcsolódó állomások
A vasútállomáshoz az alábbi állomások vannak a legközelebb:
- Gare du Coudray-Montceaux (Gare de Creil, D RER-vonal)
- Gare de Ponthierry - Pringy (Gare de Melun, D RER-vonal)

## Lásd még
- Franciaország vasútállomásainak listája
- A RER állomásainak listája